# Bahnstrecke Paris–Le Havre
| |                                                 |                                                               |                                                               |
| Paris–Rouen–Le Havre |                                                 |                                                               |                                                               |
| Viadukt in Barentin |                                                 |                                                               |                                                               |
| Streckennummer (SNCF): | 340 000                                         |                                                               |                                                               |
| Kursbuchstrecke (SNCF): | 303                                             |                                                               |                                                               |
| Streckenlänge: | 228 km                                          |                                                               |                                                               |
| Spurweite: | 1435 mm (Normalspur)                            |                                                               |                                                               |
| Stromsystem: | 25 kV 50 Hz ~                                   |                                                               |                                                               |
| Maximale Neigung: | 8 ‰                                             |                                                               |                                                               |
| Zugbeeinflussung: | BAL                                             |                                                               |                                                               |
| Zweigleisigkeit: | Ja, abschnittsweise auch drei- und viergleisig. |                                                               |                                                               |
| |                                                 |                                                               |                                                               |
| \| \| 0,0 \| Paris-Saint-Lazare (Kopfbahnhof) \| 32 m \| \| \| \| Tunnel des Batignolles, bis auf eine Röhre geöffnet \| \| \| \| 1,7 \| Pont-Cardinet (ehem. Batignolles) \| 36 m \| \| \| \| ←Petite Ceinture / Ligne d’Auteuil→ \| \| \| \| \| Petite Ceinture und \| \| \| \| 3,2 \| Clichy-Levallois \| 36,5 m \| \| \| 4,2 \| Eisenbahnbrücke Asnières (300 m); Seine \| Eisenbahnbrücke Asnières (300 m); Seine \| \| \| 4,5 \| Asnières-sur-Seine \| 37 m \| \| \| \| nach Versailles-Rive Droite \| \| \| \| \| nach Argenteuil \| \| \| \| \| von Les Vallées \| \| \| \| 8,1 \| La Garenne-Colombes \| La Garenne-Colombes \| \| \| \| nach Saint-Germain-en-Laye \| \| \| \| \| von Universität Paris-Nanterre \| \| \| \| 10,9 \| Seine \| Seine \| \| \| 12,8 \| Houilles-Carrières-sur-Seine \| 34 m \| \| \| \| Grande Ceinture von Noisy-le-Sec \| \| \| \| 15,5 \| Sartrouville \| 34 m \| \| \| 16,0 \| Seine \| Seine \| \| \| 16,8 \| Maisons-Laffitte \| 37 m \| \| \| 20,5 \| Rangierbahnhof Achères \| Rangierbahnhof Achères \| \| \| 21,3 \| Achères-Grand-Cormier \| 41 m \| \| \| \| von Pontoise \| \| \| \| \| Grande Ceinture nach Versailles-Chantiers \| \| \| \| 24,9 \| Poissy-Quai-Talbot (Talbot-Werkbhf., um 1960–2004) \| 27 m \| \| \| 25,8 \| Poissy \| 27 m \| \| \| 29,7 \| Villennes-sur-Seine \| Villennes-sur-Seine \| \| \| 34,6 \| Vernouillet-Verneuil \| 24 m \| \| \| 37,0 \| Clairières de Verneuil \| 27 m \| \| \| 40,3 \| Les Mureaux \| 28 m \| \| \| 45,6 \| Aubergenville-Elisabethville \| 25 m \| \| \| \| Bahnstrecke Plaisir-Grignon–Épône-Mezières v. Plaisir-Grignon \| \| \| \| 48,6 \| Épône-Mézières \| 22 m \| \| \| \| von Conflans-Sainte-Honorine \| \| \| \| 56,1 \| Mantes-Station \| 31 m \| \| \| 57,3 \| Mantes-la-Jolie \| 35 m \| \| \| \| Bahnstrecke Mantes-la-Jolie–Cherbourg n. Caen u. Cherbourg \| \| \| \| 62,8 \| Rosny-sur-Seine \| Rosny-sur-Seine \| \| \| 68,8 \| Bonnières-sur-Seine \| 21 m \| \| \| 79,9 \| Vernon-Giverny \| 26 m \| \| \| 93,2 \| Gaillon-Aubevoye \| 16 m \| \| \| 106,7 \| Saint-Pierre-du-Vauvray \| 13 m \| \| \| 107,1 \| nach Louviers \| nach Louviers \| \| \| 111,6 \| Val-de-Reuil \| 12 m \| \| \| 115,7 \| Seine \| Seine \| \| \| \| von Gisors \| \| \| \| 119,0 \| Pont-de-l’Arche (ehem. Pont-de-l’Arche-Alizay) \| 10 m \| \| \| \| von Serquigny \| \| \| \| 125,3 \| Seine \| Seine \| \| \| 125,7 \| Oissel-sur-Seine \| 13 m \| \| \| 129,6 \| Saint-Étienne-du-Rouvray \| 8 m \| \| \| 133,6 \| Sotteville \| 7 m \| \| \| \| von Rouen-Saint-Sever \| \| \| \| 135,4 \| Seine \| Seine \| \| \| \| \| \| \| \| \| (Abzweig Darnétal) von Amiens \| \| \| \| \| \| \| \| \| 139,5 \| Rouen-Rive-Droite \| 26 m \| \| \| \| \| \| \| \| \| \| \| \| \| 145,0 \| Maromme \| 48 m \| \| \| 148,9 \| Malaunay-Le Houlme \| 58 m \| \| \| \| nach Dieppe \| \| \| \| \| \| \| \| \| \| Barentin-Viadukt (476 m); Austreberthe \| \| \| \| 156,7 \| Barentin \| 76 m \| \| \| 158,4 \| Pavilly-Station \| 85 m \| \| \| \| von Montérolier-Buchy (nur Güterverkehr) \| \| \| \| 169,7 \| Motteville \| 145 m \| \| \| \| nach Saint-Valery-en-Caux (nur Güterverk., tlw. entwidmet) \| \| \| \| 177,1 \| Yvetot \| 145 m \| \| \| 188,3 \| Foucart-Alvimare \| 141 m \| \| \| 196,7 \| Bolbec-Nointot (2019 geschlossen) \| 129 m \| \| \| \| Viadukt von Mirville (530 m); Ru de Bolbec \| \| \| \| \| von Notre-Dame-de-Gravenchon \| \| \| \| \| von Fécamp \| \| \| \| 202,2 \| Bréauté-Beuzeville \| 116 m \| \| \| 207,5 \| Virville-Manneville (2018 geschlossen) \| 110 m \| \| \| 210,6 \| Étainhus-Saint-Romain \| 106 m \| \| \| 217,5 \| Saint-Laurent-Gainneville \| Saint-Laurent-Gainneville \| \| \| 221,7 \| Harfleur \| 17 m \| \| \| \| zum Hafen Le Havre (nur Güterverkehr) \| \| \| \| \| von Rolleville \| \| \| \| 225,2 \| Le Havre-Graville \| 7 m \| \| \| 227,9 \| Le Havre (Kopfbahnhof) \| 4 m \| |                                                 |                                                               |                                                               |
| Kopfbahnhof Streckenanfang | 0,0                                             | Paris-Saint-Lazare (Kopfbahnhof)                              | 32 m                                                          |
| ehemaliger Tunnel |                                                 | Tunnel des Batignolles, bis auf eine Röhre geöffnet           | Tunnel des Batignolles, bis auf eine Röhre geöffnet           |
| Bahnhof | 1,7                                             | Pont-Cardinet (ehem. Batignolles)                             | 36 m                                                          |
| Abzweig geradeaus, ehemals nach links und von rechts |                                                 | ←Petite Ceinture / Ligne d’Auteuil→                           | ←Petite Ceinture / Ligne d’Auteuil→                           |
| Kreuzung geradeaus oben |                                                 | Petite Ceinture und                                           | Petite Ceinture und                                           |
| Bahnhof | 3,2                                             | Clichy-Levallois                                              | 36,5 m                                                        |
| Brücke über Wasserlauf | 4,2                                             | Eisenbahnbrücke Asnières (300 m); Seine                       | Eisenbahnbrücke Asnières (300 m); Seine                       |
| Bahnhof | 4,5                                             | Asnières-sur-Seine                                            | 37 m                                                          |
| Abzweig geradeaus und nach links |                                                 | nach Versailles-Rive Droite                                   | nach Versailles-Rive Droite                                   |
| Abzweig geradeaus und nach rechts |                                                 | nach Argenteuil                                               | nach Argenteuil                                               |
| Abzweig geradeaus und von links |                                                 | von Les Vallées                                               | von Les Vallées                                               |
| Bahnhof | 8,1                                             | La Garenne-Colombes                                           | La Garenne-Colombes                                           |
| Abzweig geradeaus und nach links |                                                 | nach Saint-Germain-en-Laye                                    | nach Saint-Germain-en-Laye                                    |
| Abzweig geradeaus und von links |                                                 | von Universität Paris-Nanterre                                | von Universität Paris-Nanterre                                |
| Brücke über Wasserlauf | 10,9                                            | Seine                                                         | Seine                                                         |
| Bahnhof | 12,8                                            | Houilles-Carrières-sur-Seine                                  | 34 m                                                          |
| Abzweig geradeaus und von rechts |                                                 | Grande Ceinture von Noisy-le-Sec                              | Grande Ceinture von Noisy-le-Sec                              |
| Bahnhof | 15,5                                            | Sartrouville                                                  | 34 m                                                          |
| Brücke über Wasserlauf | 16,0                                            | Seine                                                         | Seine                                                         |
| Bahnhof | 16,8                                            | Maisons-Laffitte                                              | 37 m                                                          |
| Dienststation / Betriebs- oder Güterbahnhof | 20,5                                            | Rangierbahnhof Achères                                        | Rangierbahnhof Achères                                        |
| Bahnhof | 21,3                                            | Achères-Grand-Cormier                                         | 41 m                                                          |
| Abzweig geradeaus, nach rechts und von rechts |                                                 | von Pontoise                                                  | von Pontoise                                                  |
| Abzweig geradeaus und nach links |                                                 | Grande Ceinture nach Versailles-Chantiers                     | Grande Ceinture nach Versailles-Chantiers                     |
| ehemaliger Bahnhof | 24,9                                            | Poissy-Quai-Talbot (Talbot-Werkbhf., um 1960–2004)            | 27 m                                                          |
| Bahnhof | 25,8                                            | Poissy                                                        | 27 m                                                          |
| Bahnhof | 29,7                                            | Villennes-sur-Seine                                           | Villennes-sur-Seine                                           |
| Bahnhof | 34,6                                            | Vernouillet-Verneuil                                          | 24 m                                                          |
| Bahnhof | 37,0                                            | Clairières de Verneuil                                        | 27 m                                                          |
| Bahnhof | 40,3                                            | Les Mureaux                                                   | 28 m                                                          |
| Bahnhof | 45,6                                            | Aubergenville-Elisabethville                                  | 25 m                                                          |
| Abzweig geradeaus, nach links und von links |                                                 | Bahnstrecke Plaisir-Grignon–Épône-Mezières v. Plaisir-Grignon | Bahnstrecke Plaisir-Grignon–Épône-Mezières v. Plaisir-Grignon |
| Bahnhof | 48,6                                            | Épône-Mézières                                                | 22 m                                                          |
| Abzweig geradeaus und von rechts |                                                 | von Conflans-Sainte-Honorine                                  | von Conflans-Sainte-Honorine                                  |
| Bahnhof | 56,1                                            | Mantes-Station                                                | 31 m                                                          |
| Bahnhof | 57,3                                            | Mantes-la-Jolie                                               | 35 m                                                          |
| Abzweig geradeaus und nach links |                                                 | Bahnstrecke Mantes-la-Jolie–Cherbourg n. Caen u. Cherbourg    | Bahnstrecke Mantes-la-Jolie–Cherbourg n. Caen u. Cherbourg    |
| Bahnhof | 62,8                                            | Rosny-sur-Seine                                               | Rosny-sur-Seine                                               |
| Bahnhof | 68,8                                            | Bonnières-sur-Seine                                           | 21 m                                                          |
| Bahnhof | 79,9                                            | Vernon-Giverny                                                | 26 m                                                          |
| Bahnhof | 93,2                                            | Gaillon-Aubevoye                                              | 16 m                                                          |
| Bahnhof | 106,7                                           | Saint-Pierre-du-Vauvray                                       | 13 m                                                          |
| Abzweig geradeaus und ehemals nach links | 107,1                                           | nach Louviers                                                 | nach Louviers                                                 |
| Bahnhof | 111,6                                           | Val-de-Reuil                                                  | 12 m                                                          |
| Brücke über Wasserlauf | 115,7                                           | Seine                                                         | Seine                                                         |
| Abzweig geradeaus und von rechts |                                                 | von Gisors                                                    | von Gisors                                                    |
| Bahnhof | 119,0                                           | Pont-de-l’Arche (ehem. Pont-de-l’Arche-Alizay)                | 10 m                                                          |
| Abzweig geradeaus und von links |                                                 | von Serquigny                                                 | von Serquigny                                                 |
| Brücke über Wasserlauf | 125,3                                           | Seine                                                         | Seine                                                         |
| Bahnhof | 125,7                                           | Oissel-sur-Seine                                              | 13 m                                                          |
| Bahnhof | 129,6                                           | Saint-Étienne-du-Rouvray                                      | 8 m                                                           |
| Bahnhof | 133,6                                           | Sotteville                                                    | 7 m                                                           |
| Abzweig geradeaus, ehemals nach links und ehemals von links |                                                 | von Rouen-Saint-Sever                                         | von Rouen-Saint-Sever                                         |
| Brücke über Wasserlauf | 135,4                                           | Seine                                                         | Seine                                                         |
| Tunnel |                                                 |                                                               |                                                               |
| Abzweig geradeaus, nach rechts und von rechts |                                                 | (Abzweig Darnétal) von Amiens                                 | (Abzweig Darnétal) von Amiens                                 |
| Tunnel |                                                 |                                                               |                                                               |
| Bahnhof | 139,5                                           | Rouen-Rive-Droite                                             | 26 m                                                          |
| Tunnel |                                                 |                                                               |                                                               |
| Tunnel |                                                 |                                                               |                                                               |
| Bahnhof | 145,0                                           | Maromme                                                       | 48 m                                                          |
| Bahnhof | 148,9                                           | Malaunay-Le Houlme                                            | 58 m                                                          |
| Abzweig geradeaus und nach rechts |                                                 | nach Dieppe                                                   | nach Dieppe                                                   |
| Tunnel |                                                 |                                                               |                                                               |
| Brücke über Wasserlauf |                                                 | Barentin-Viadukt (476 m); Austreberthe                        | Barentin-Viadukt (476 m); Austreberthe                        |
| Bahnhof | 156,7                                           | Barentin                                                      | 76 m                                                          |
| Bahnhof | 158,4                                           | Pavilly-Station                                               | 85 m                                                          |
| Abzweig geradeaus und von rechts |                                                 | von Montérolier-Buchy (nur Güterverkehr)                      | von Montérolier-Buchy (nur Güterverkehr)                      |
| Bahnhof | 169,7                                           | Motteville                                                    | 145 m                                                         |
| Abzweig geradeaus und nach rechts |                                                 | nach Saint-Valery-en-Caux (nur Güterverk., tlw. entwidmet)    | nach Saint-Valery-en-Caux (nur Güterverk., tlw. entwidmet)    |
| Bahnhof | 177,1                                           | Yvetot                                                        | 145 m                                                         |
| Bahnhof | 188,3                                           | Foucart-Alvimare                                              | 141 m                                                         |
| ehemaliger Bahnhof | 196,7                                           | Bolbec-Nointot (2019 geschlossen)                             | 129 m                                                         |
| Brücke über Wasserlauf |                                                 | Viadukt von Mirville (530 m); Ru de Bolbec                    | Viadukt von Mirville (530 m); Ru de Bolbec                    |
| Abzweig geradeaus und von links |                                                 | von Notre-Dame-de-Gravenchon                                  | von Notre-Dame-de-Gravenchon                                  |
| Abzweig geradeaus und von rechts |                                                 | von Fécamp                                                    | von Fécamp                                                    |
| Bahnhof | 202,2                                           | Bréauté-Beuzeville                                            | 116 m                                                         |
| ehemaliger Bahnhof | 207,5                                           | Virville-Manneville (2018 geschlossen)                        | 110 m                                                         |
| Bahnhof | 210,6                                           | Étainhus-Saint-Romain                                         | 106 m                                                         |
| Bahnhof | 217,5                                           | Saint-Laurent-Gainneville                                     | Saint-Laurent-Gainneville                                     |
| Bahnhof | 221,7                                           | Harfleur                                                      | 17 m                                                          |
| Abzweig geradeaus und nach links |                                                 | zum Hafen Le Havre (nur Güterverkehr)                         | zum Hafen Le Havre (nur Güterverkehr)                         |
| Abzweig geradeaus und von rechts |                                                 | von Rolleville                                                | von Rolleville                                                |
| Bahnhof | 225,2                                           | Le Havre-Graville                                             | 7 m                                                           |
| Kopfbahnhof Streckenende | 227,9                                           | Le Havre (Kopfbahnhof)                                        | 4 m                                                           |

Die Bahnstrecke Paris–Le Havre ist eine 228 Kilometer lange, normalspurige und durchgehend elektrifizierte Eisenbahnstrecke im Nordwesten Frankreichs. Sie verbindet die Landeshauptstadt Paris über Rouen, die Hauptstadt der Normandie, mit Le Havre, dem größten Seehafen Nordfrankreichs. Als eine der ersten französischen Eisenbahnlinien wurde das Streckenteil von Paris nach Rouen am 9. Mai 1843 eröffnet. Der Abschnitt von Rouen nach Le Havre ging am 22. März 1847 in Betrieb.

## Verlauf
Die Eisenbahnstrecke Paris–Le Havre verlässt den Pariser Kopfbahnhof Saint-Lazare in Richtung Nordwesten. Sie überquert den Fluss Seine bis nach Rouen insgesamt sechsmal; zunächst in Asnières-sur-Seine, wenig später bei Houilles und dann erneut zwischen Sartrouville und Maisons-Laffitte. Hinter Poissy folgt sie dem linken Ufer der Seine. In Mantes-la-Jolie zweigt die Eisenbahnstrecke nach Caen und Cherbourg ab. Zwischen Rolleboise und Bonnières-sur-Seine sowie kurz darauf zwischen Aubevoye und Venables werden große Flussmäander der Seine seitlich passiert.
Vor Rouen wird die Seine drei weitere Male in Le Manoir, Oissel-sur-Seine sowie Sotteville-lès-Rouen überquert. Nach dem Passieren der Innenstadt von Rouen und ihres Hauptbahnhofs (Gare de Rouen-Rive-Droite) steigt sie, weiterhin in nordwestlicher Richtung, hinauf auf bis zu 145 Meter Höhe auf das Kreideplateau Pays de Caux. In Motteville wendet sich ihr Verlauf nach Westen, führt dann durch die Stadt Yvetot und schließlich hinab zum Mündungstrichter der Seine. Nach einer Gesamtlänge von 228 Kilometern erreicht die Strecke in Le Havre ihre Endstation Gare du Havre.

## Geschichte
Die Erfolge der ersten Eisenbahnstrecken in Großbritannien ermutigten in Frankreich zur Entwicklung eines Eisenbahnnetzes, auch, um eine Verbindung mit dem Eisenbahnnetz in Großbritannien zu schaffen. Zu diesem Zweck wurde die Paris and Rouen Railway Company gegründet und der bedeutende britische Eisenbahnpionier Joseph Locke zu ihrem Ingenieur ernannt. Da ihm die von den französischen Bauunternehmern eingereichten Angebote zu teuer erschienen, ermunterte er britische Unternehmer zur Abgabe von Angeboten. Die beiden Briten Thomas Brassey und William Mackenzie gewannen 1841 mit einem gemeinsamen Angebot die Ausschreibung. Zwischen 1841 und 1844 gewannen Brassey und Mackenzie Ausschreibungen zum Bau von vier französischen Eisenbahnstrecken, darunter die Strecke nach Orléans und Bordeaux.

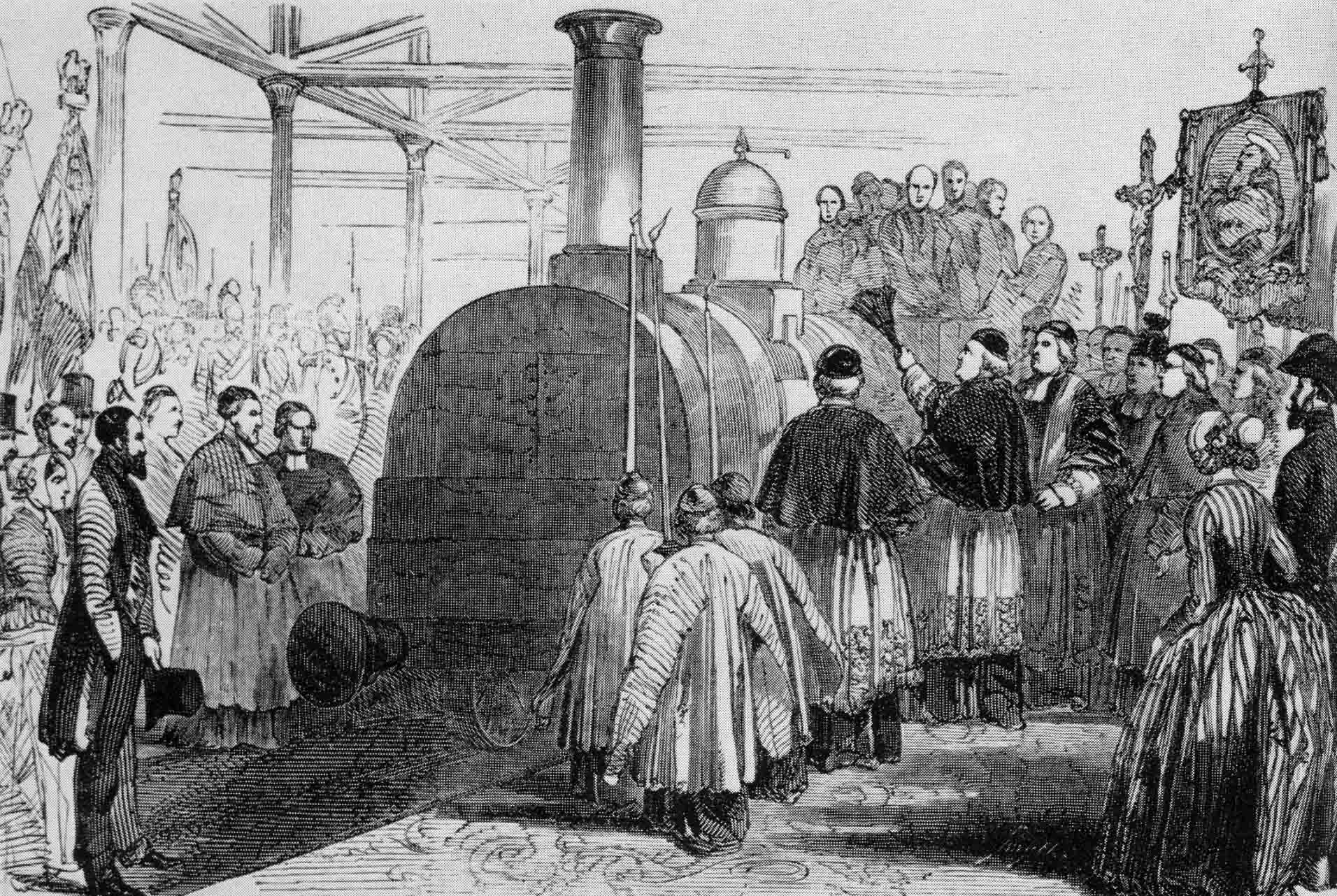
Feierliche Eröffnung des Abschnitts Rouen–Le Havre

Im Januar 1846 ereignete sich während des Baus der 93 Kilometer langen Strecke von Rouen nach Le Havre eines der wenigen Konstruktionsdesaster in Brasseys Karriere, der Einsturz des 30 Meter hohen Barentin-Viadukts, das dort das Tal der Austreberthe überquert. Die Ursache für den Einsturz konnte nicht ermittelt werden. Ein möglicher Grund könnte in der Beschaffenheit des Lehms liegen, aus dem die für den Bau des Viadukts verwendeten Mauerziegel gebrannt worden waren. Nach den Regelungen des Bauauftrags mussten die dafür verwendeten Rohstoffe aus der Region stammen, und der Einsturz ereignete sich wenige Tage nach sehr starken Regenfällen. Brassey ließ das Bauwerk ein zweites Mal und nun auf seine eigenen Kosten errichten; dafür behielt er sich die Auswahl des nun verwendeten Lehms vor. Über dieses Viadukt wird bis heute der Schienenverkehr auf dieser Strecke abgewickelt.
Der Streckenabschnitt Paris–Rouen war bereits einige Jahre zuvor von zwei anderen Unternehmen errichtet worden. Beide Teile wurden vereint und kamen im Jahr 1855 unter das Dach der französischen Eisenbahngesellschaft Chemins de fer de l’Ouest. Ihre ersten acht Kilometer teilt sich der Streckenabschnitt Paris–Rouen mit der bereits 1837 eröffneten Strecke nach dem Paris Vorort Le Pecq, die 1847 bis Saint-Germain-en-Laye verlängert wurde. Der ursprüngliche Endpunkt des älteren Streckenabschnitts war der Bahnhof Rouen Saint-Sever am linken Seineufer. Im Zuge der Verlängerung der Strecke nach Le Havre im Jahre 1847 wurde am rechten Seineufer ein neuer Bahnhof mit dem heutigen Namen Rouen-Rive-Droite (ursprünglich Rouen-Rue Verte) erbaut.

## Personenverkehr
Auf der Bahnstrecke Paris Saint-Lazare–Le Havre verkehren im Schienenpersonenverkehr folgende Zuggattungen:
- TGV zwischen dem Bahnhof Épône-Mézières (aus Marseille kommend, hier ohne Halt) und Le Havre,
- Intercités von Paris nach Le Havre sowie von Paris nach Dieppe,
- Regionalverkehrszüge des TER Normandie auf der gesamten Strecke,
- Regionalverkehrszüge Transilien auf dem Streckenteil Paris Saint-Lazare–Vernon,
- Nahverkehrszüge RER A auf dem Streckenabschnitt Nanterre–Poissy.

## Rezeption in der Kulturwelt
Die Eisenbahnstrecke Paris–Le Havre spielt eine zentrale Rolle in dem im Jahr 1890 veröffentlichten Roman Die Bestie im Menschen (La Bête Humaine) von Émile Zola, der im Jahr 1938 von Jean Renoir verfilmt wurde (deutscher Titel: Bestie Mensch, mit Jean Gabin und Simone Simon in den Hauptrollen).
Vom Bau der Bahnstrecke und auch dem Einsturz des Viadukts in Barentin handelt die Kurzgeschichte Junction von Julian Barnes, die in dem 1996 erschienenen Sammelband Cross Channel enthalten ist.